# 베드로 이네우스
성 베드로 이네우스(Saint Petrus Igneus, ?년 ~ 1089년 11월 11일)는 이탈리아 베네딕트 수도회의 성직자이다. 교황 그레고리우스 7세는 후에 그를 주교로 임명했으며 얼마후에는 추기경으로 발탁했다. 그가 당시 명문귀족인 알도브란디니 가문의 일원이라는 설도 있으나 남아있는 사료로는 이를 확인할 수 없다.
1068년, 피렌체는 주교인 피에트로가 주교회의로부터 성직매매혐의로 고발당하자 찬반논란이 가열되고 있었다. 베드로가 속해있던 수도회의 원장은 도시의 분열을 더 이상 묵과할 수 없다고 판단하고 피에트로의 성직 매매혐의를 신명재판을 열어 신께 판결을 맡기자고 시민들을 설득하였다. 이때 베드로는 자신이 재판을 직접 받게 해달라고 청원하였으며 이후 열린 불의 심판에서 베드로는 조금도 다치지 않았다. 이것이 고발자들의 결정적인 증거로 채택되어 결국 피에트로는 군중들 앞에서 성직 매매혐의를 시인하였다.
그레고리우스 7세 재임기간동안 베드로는 교황의 최측근중 하나였으며 수도원장을 걸쳐 1072년에는 알바노의 주교급 추기경으로 임명되었고 1079년에는 교황특사로 독일에 파견되어 헨리 4세와 스와비아의 루돌프사이의 갈등을 중재하기 위하여 노력하였다. 이후 헨리가 파문되자 베드로는 프랑스에 특사로 파견되어 이것을 알리기도 하였으며 우르바누스 2세때는 교황의 포고령을 작성하는 일을 하였고 이후 1089년까지 교황청의 행정을 전담하였다. 이후 그는 1089년 11월 11일에 사망하였다.